# Демократическа партия „Заедно“
Демократическа партия „Заедно“ (на корейски: 더불어민주당) е лявоцентристка социалнолиберална политическа партия в Южна Корея.
Основана е през 2014 година със сливането на основната опозиционна Обединена демократическа партия с няколко по-малки групи. На парламентарните избори през 2016 година печели най-много гласове и мандати – 25,5% от гласовете и 123 от 300 места в парламента, но остава в опозиция.